# El perseguidor
Véase también el apartado "El perseguidor" del artículo "Las armas secretas"
El perseguidor es un cuento del escritor argentino Julio Cortázar. Fue publicado en 1959 e incluido en su clásica colección antológica Las armas secretas.

## Argumento
La historia se desarrolla en las noches insomnes del París de los años 50. El narrador, Bruno Testa, músico y crítico musical, comienza su narración luego de arribar en el cuarto de hotel de Johnny Carter, un saxofonista de jazz cuya vida se ve marcada por el consumo excesivo de sustancias, encontrándolo justamente en un estado de deterioro a causa del alcohol. A través de conversaciones con Bruno, quien comienza a involucrarse más en su vida, Johnny expresa sus dudas sobre la realidad, el tiempo y su propia música, revelando una búsqueda introspectiva constante.

## Personajes

### Johnny Carter
El personaje principal del cuento es Johnny Carter, inspirado en el músico Charlie Parker. El protagonista no solo es imprevisible, excesivo, adicto a la marihuana, al alcohol, al sexo, al desorden, sino también que se caracteriza por sus inquietudes metafísicas y dudas existenciales. Johnny Carter es un perseguidor ya que busca una realidad que va más allá del tiempo real, una suprarrealidad en la que pueda encontrar el sentido de su existencia. Sin embargo, él es incapaz de aprehenderla intelectualmente, por eso se sirve de su música: cada vez que toca el saxo representa un nuevo intento de penetrar el nivel mítico de la realidad. Además, él es el perseguidor de sí mismo porque toda búsqueda le provoca una angustia y dolor que lo llevarán a su autodestrucción. 

### Bruno
En contrapartida con Johnny está Bruno, el otro protagonista del relato. Bruno es crítico de jazz, escribe la biografía del músico y es su fiel compañero. De hecho protege a Johnny como si fuera su madre o su padre, ayudándolo económicamente, consiguiendo contratos y organizando conciertos. Se preocupa de que no se drogue o beba demasiado y eche todo a perder. Sin embargo, junto a estas preocupaciones, en el cuento el crítico va destacando poco a poco la importancia de su libro, lo que demuestra que Bruno también tiene sus intereses. Además, el narrador representa el hombre convencional. Al contrario que Carter, vive en el tiempo presente y es, por tanto, apegado a la realidad cotidiana, preocupado por la hora, por el éxito de su libro, por cosas racionales. No busca una supra-realidad, pero sabe que existe, le inquieta. Bruno es un perseguidor no solo porque quiere alcanzar la inmortalidad literaria con su biografía traducida a muchos idiomas, sino también porque persigue a Johnny. De hecho, la vida desordenada del músico y su incesante búsqueda atraen al crítico que lo juzga, lo atrapa y lo analiza en su biografía, en sus notas, en sus críticas eruditas. En definitiva, Bruno persigue a Johnny (sin ser completamente consciente del hecho), que a su vez persigue algo más, que nunca alcanzará y que solo vislumbrará.

### Relación entre Johnny y Bruno
Johnny y Bruno son completamente diferentes: el primero improvisa, lleva una vida desordenada de drogas y de alcohol. El segundo es metódico, tiene familia y un buen empleo y representa la racionalidad, la estabilidad y está afectado por el ambiente cultural en el que vive. Por consiguiente, Bruno es un ser congruente y equilibrado mientras que Johnny es un hombre impulsivo pero al que recurre el crítico para evocar libertad y espontaneidad. El biógrafo, por su parte, intuye la originalidad de las revelaciones de Carter, pero se limita a vivir el breve deslumbramiento del momento. Lo único que los une es la pasión por la música.

## Temas
Los temas son el principal conflicto del libro, ya que se basan en la ausencia de Johnny y en su otro mundo, ya sea cuando toca el saxo o cuando habla con Bruno.

### Tiempo
El tiempo es el tema principal de El perseguidor. Hay muchos autores que afirman que existen dos formas opuesta para entender la realidad. Diferencian, por un lado, el Cronos, el tiempo considerado normal, que es mesurable con el reloj y que es, sin duda, el tiempo en el que vive Bruno. Por otro lado, está el Aion, el tiempo que no se puede atrapar, que no es hoy ni mañana, que no tiene territorio, que huye. Es lo que persigue Johnny Carter. El episodio del metro le permite, por ejemplo, acceder a ese otro tiempo, donde perder el saxo es lo de menos. Además, Johnny sabe que su experiencia temporal es radicalmente distinta a la de Bruno.

### Música
La música es otro tema importante ya que Johnny no toca el saxofón ni porque le interesa conferirle valor cultural ni porque piensa que es necesario revolucionarla (eso lo hace sin querer), sino porque es un remedio para intentar alcanzar la realidad superior que persigue. Por tanto, sus improvisaciones musicales son el vehículo con el que trata de penetrar la suprarrealidad.

### Marihuana
La drogadicción de Johnny puede enmarcarse en esta búsqueda metafísica. De hecho, algunas drogas intensifican y alteran las sensaciones y percepciones arrancando al hombre de la realidad cotidiana y transportándolo (metafóricamente hablando) a otro lugar en el que encuentra una paz espiritual. Además, no solo contempla la vida desde una perspectiva más amplia sino que, también, experimenta una suerte de reconciliación de las contradicciones de su ser.

## Estilo
La estructura narrativa de El Perseguidor es similar a la de un diario de vida ya que se trata de una historia íntima, plagada de contradicciones, imágenes poéticas y digresiones. Además, el cuento está escrito en tiempo presente y el narrador es Bruno. Hay también abundancia de diálogos entre Bruno y Johnny que permiten develar la auténtica realidad del protagonista. Para terminar, la obra está caracterizada por la improvisación narrativa dado que la narración de Bruno sube y baja, el ritmo varía, hay pausas y silencios, los tiempos verbales cambian. En definitiva, la improvisación narrativa es un intento de Bruno de hacer jazz con la misma historia.

## Análisis de los epígrafes

### In memoriam de Ch. P.
El primer epígrafe indica que el cuento es un homenaje al músico Charlie Parker, considerado por muchos uno de los mejores intérpretes de saxofón alto y hasta el máximo exponente del jazz. Parker, junto a Dizzy Gillespie y Thelonious Monk, forjó la renovación que inaugura la etapa moderna del jazz. El saxofonista fue uno de los iniciadores del estilo bebop (1944-1945) que reacciona contra el revival (viejo estilo), y contra el swing. Este nuevo estilo se basa en la improvisación sobre una melodía modificando los acordes y creando variaciones sobre la estructura de los temas. El cuento sigue con apenas distorsionada puntualidad los últimos tramos de la vida de Charlie Parker. De hecho, el músico Charlie Parker se convierte en Johnny Carter, su exmujer Chan es Lan, su hija muerta Pree es Bee, la marquesa Tica corresponde a la baronesa británica Pannonica de Koenigswarter, famosa por ser una de la patronas de la música bebop y por socorrer siempre a los músicos de jazz. Además en la historia se mencionan algunos aspectos que realmente ocurrieron en la vida del safoxofonista: las temporadas que pasó Parker en los hospitales mentales de Camarillo y Bellevue, el incendio de la habitación de un hotel, el colapso nervioso durante la interpretación de Lover Man (que en el relato se titula Amorous) y su muerte a causa de un ataque de risa mientras miraba la televisión. Parker, como Johnny, era drogadicto. Sin embargo, Cortázar no habla de heroína sino de alcohol y marihuana.

### Sé fiel hasta la muerte (Apocalipsis 2:10)
Con el segundo epígrafe Cortázar indica la regla de oro de la traducción citando del libro del Apocalipsis la sentencia bíblica “Sé fiel hasta la muerte”. Además presenta el tema de la muerte que, en este caso, está relacionada con la idea de la fidelidad.

### O make me a mask (Dylan Thomas)
El tercer y último epígrafe “O make me a mask” (Dylan Thomas), anuncia una idea que, en el cuento, se desarrolla posteriormente: el modo en que la vida de Johnny queda enmascarada en la biografía de Bruno, a tal punto que, al leerla, el protagonista por momentos no se reconoce a sí mismo. De hecho, Bruno en la biografía solo se refiere a los aspectos positivos de la vida del protagonista (como por ejemplo a su talento y a sus obras) y nunca menciona la droga, el alcohol, su existencia desordenada y, sobre todo, su búsqueda de la supra-realidad. Por tanto está presente, en el cuento, el símbolo de la máscara junto con el del espejo, imagen reiterada varias veces en la historia. De hecho, la biografía representa un producto distinto al personaje sobre el que está escrita. El libro es, entonces, una máscara que cubre en forma velada al personaje principal, un espejo que distorsiona y deforma la auténtica realidad de Johnny Carter.

## Adaptación cinematográfica
En 1965, el director argentino Osías Wilenski hizo una  adaptación cinematográfica con el mismo título.
- Datos: Q5826138